# Burlingamefördraget
Burlingamefördraget var ett handelsfördrag mellan USA och Kina avslutet i Washington, D.C. 1868.
Kina hade under första hälften av 1800-telt envist hållit landet stängt för västerländskt inflytande och kämpat mot alla diplomatiska förbindelser med utlandet. 1867 gjorde man sin första stora ansats till vänskapliga förbindelser med yttervärlden, i det att en ambassad bestående av tre högre dignitärer och ledd av Anson Burlingame besökte USA och Europas olika länder. 1868 lyckades man utverka Burlingamefördraget där det fastslogs att Kina inte fick pressas till reformer som landet självt inte ansåg sig mogna för, ett fördrag som kom mycket olägligt för andra stater, särskilt Storbritannien, som ville framtvinga Kinas öppnande i hastigare tempo.